# Адоум, Хорхе Энрике
Хорхе Энрике Адоум (исп. Jorge Enrique Adoum, араб. خورخي انريكي ادوم‎
; 29 июня 1926, Амбато — 3 июля 2009, Кито) — эквадорский писатель, поэт, литературный критик, политик и дипломат. Автор порядка 30 книг, включая 3 романа. Был одним из ведущих представителей латиноамериканской поэзии. Его работы получили такую престижную награду, как кубинская премия Дома Америк (Casa de las Américas). Лауреат Нобелевской премии Пабло Неруда, чьим личным секретарем он был, признавал Адоума лучшим в Латинской Америке поэтом его поколения.

## Семья
Хорхе Энрике Адоум родился в Амбато, Эквадор, в семье ливанского происхождения.
Матерью Адоума была Хуана Ауад Барсьона (умерла в 1953 году), а отцом — Хорхе Элиас Франсиско Адум (1897—1958), иммигрант из Ливана. Он переводил с арабского на испанский, писал, занимался скульптурой, сочинял музыку, практиковал натуральную медицину, гипноз, внушения и «чудесные исцеления», а также написал более 40 томов по оккультным наукам и масонству, которые публиковал под псевдонимом «Mago Jefa». С 1945 года он побывал в Чили, Аргентине и Бразилии, где и умер в Рио-де-Жанейро в 1958 году в возрасте 61 года.
В 1948 году Хорхе Энрике Адоум женился на Магдалене Харамильо Кабесас, с которой у него было 2 дочери; позже они развелись. Вторым браком сочетался в 1977 году с Николь Руан, с которой познакомился в Женеве в 1970 году, когда Николь играла во французской версии его новой пьесы «El sol bajo las patas de los caballos» («Солнце растоптано копытами лошадей»). Она умерла 13 июля 2011 года.

## Биография
Хорхе Энрике Адоум пытался вступить в Коммунистическую партию Эквадора ещё будучи подростком, но ему отказали, поскольку он был слишком молод. Однако он остался сторонником марксистских идей.
Был директором издательства Дома эквадорской культуры. Известность получил как автор поэтических сборников, например, «Антология Рио-Гуаяс» (1955). «Записки о моей стране» (Los Cuadernos de la Tierra) вышли в 1952—1961 годах в 4 томах, третий из которых — «Господь даровал тень» (Dios Trajo la Sombra, 1960) — посвящён многовековой борьбе латиноамериканских народов за свободу.
Адоум известен прежде всего своим романом «Между Марксом и обнаженной женщиной» (Entre Marx y una Mujer Desnuda, 1976), за который получил мексиканскую премию Хавьера Вильяуррутия (первый случай, когда награда была вручена иностранцу). Вымышленный персонаж Хосе Гальвес в значительной степени основан на эквадорском романисте и коммунисте 1930-х годов Хоакине Гальегосе Лара. 
Редактор сборника «Поэзия XX века» (Poesía del siglo XX, 1957), в котором выступал как автор литературно-критических исследований творчества таких поэтов, как Пабло Неруда, Николас Гильен и Владимир Маяковский.
Адоум был личным секретарем Пабло Неруды в Чили почти два года. В 1963 году он отправился в Египет, Индию, Японию и Израиль с грантом проекта ЮНЕСКО по взаимному признанию культурных ценностей Востока и Запада. Не в состоянии вернуться в Эквадор из-за установившейся военной диктатуры 1964—1966 годов, он остался в эмиграции. С 1964 по 1986 годы он работал в Пекине (КНР), а затем в Женеве и Париже. В 1987 году он вернулся на родину.
Адоум также переводил на испанский язык работы следующих авторов: Т. С. Элиот, Лэнгстон Хьюз, Жак Превер, Яннис Рицос, Винисиус де Морайс, Назым Хикмет, Фернандо Пессоа, Иосиф Бродский и Шеймас Хини.
Адоум умер в возрасте 83 лет от сердечной недостаточности в Кито 3 июля 2009 года. Его прах был похоронен под «Деревом жизни» рядом с прахом его близкого друга Освальдо Гуаясамина у дома последнего на холмах с видом на Кито.

## Книги
Поэзия:
- Ecuador Amargo (1949)
- Carta para Alejandra (1952)
- Los Cuadernos de La Tierra: I. Los Orígenes, II. El Enemigo y la Mañana (1952)
- Notas del Hijo Pródigo (1953)
- Relato del Extranjero (1955)
- Los Cuadernos de la Tierra: III. Dios Trajo la Sombra (1959)
- Los Cuadernos de la Tierra: IV. El Dorado y las Ocupaciones Nocturnas (1961)
- Informe Personal Sobre la Situación (1975)
- No Son Todos Los Están (1979)
- Poesía Viva del Ecuador (1990)

Романы:
- Entre Marx y Una Mujer Desnuda (1976)
- Ciudad sin Ángel (1995)
- Los Amores Fugaces (1997)

Эссе, публицистика:
- Ecuador: Señas Particulares (2000)
- De cerca y de memoria (2002)

Пьеса:
- El sol bajo las patas de los caballos (1970)